# Parnice
Parnice so naselje v občini Kozarska Dubica, Bosna in Hercegovina. 

## Deli naselja
Parnice, Rusići in Veinovići.

## Prebivalstvo
| Pregled števila prebivalcev po letih | Pregled števila prebivalcev po letih | Pregled števila prebivalcev po letih | Pregled števila prebivalcev po letih | Pregled števila prebivalcev po letih | Pregled števila prebivalcev po letih |
| ------------------------------------ | ------------------------------------ | ------------------------------------ | ------------------------------------ | ------------------------------------ | ------------------------------------ |
| 1948                                 | 1953                                 | 1961                                 | 1971                                 | 1981                                 | 1991                                 |
| -                                    | -                                    | -                                    | 341                                  | 381                                  | 428                                  |

| Narodna sestava prebivalstva po letih                                                                                         | Narodna sestava prebivalstva po letih                                                                                          | Narodna sestava prebivalstva po letih                                                                                          |
| --- | --- | --- |
| 1971 | 1981 | 1991 |
| . skupaj: 341 Srbi 234 (68,62 %) Hrvati 105 (30,79 %) Muslimani 0 (0,00 %) Jugoslovani 2 (0,58 %) drugi in neznano 0 (0,00 %) | . skupaj: 381 Srbi 240 (62,99 %) Hrvati 91 (23,88 %) Muslimani 0 (0,00 %) Jugoslovani 50 (13,12 %) drugi in neznano 0 (0,00 %) | . skupaj: 428 Srbi 287 (67,05 %) Hrvati 85 (19,85 %) Muslimani 0 (0,00 %) Jugoslovani 41 (9,57 %) drugi in neznano 15 (3,50 %) |